# Jaconet
Jaconet (også jakonet ; efter lokalitet i Indien) er et fint, glatvævet bomuldsstof, der er noget mere
åbent end batist, tættere end musselin og derfor også kaldet bastard.
Jaconet væves oftest af
garn mellem nr. 80 og 150,, således at det finere
ofte væves på håndstole, det grovere på
maskinstole. Det benyttes mest til damekjoler,
endvidere til dækning af smørret i fustager
og på samme måde som gaze til
forbindstoffer; det fremkommer både hvidt, farvet og trykt.
Inden for bogbinderiet anvendes jaconet ofte til forstærkning da det er stærkt uden at fylde meget.